# Rifugio Passo Ponte di Ghiaccio
Il rifugio Passo Ponte di ghiaccio (in tedesco Edelrauthütte o anche Eisbruggjochhütte) è un rifugio situato nelle Alpi dei Tauri, nel territorio comunale tra Val di Vizze, Vandoies e Selva dei Molini, in provincia di Bolzano, Italia, a 2.545 metri di altitudine.

## Storia

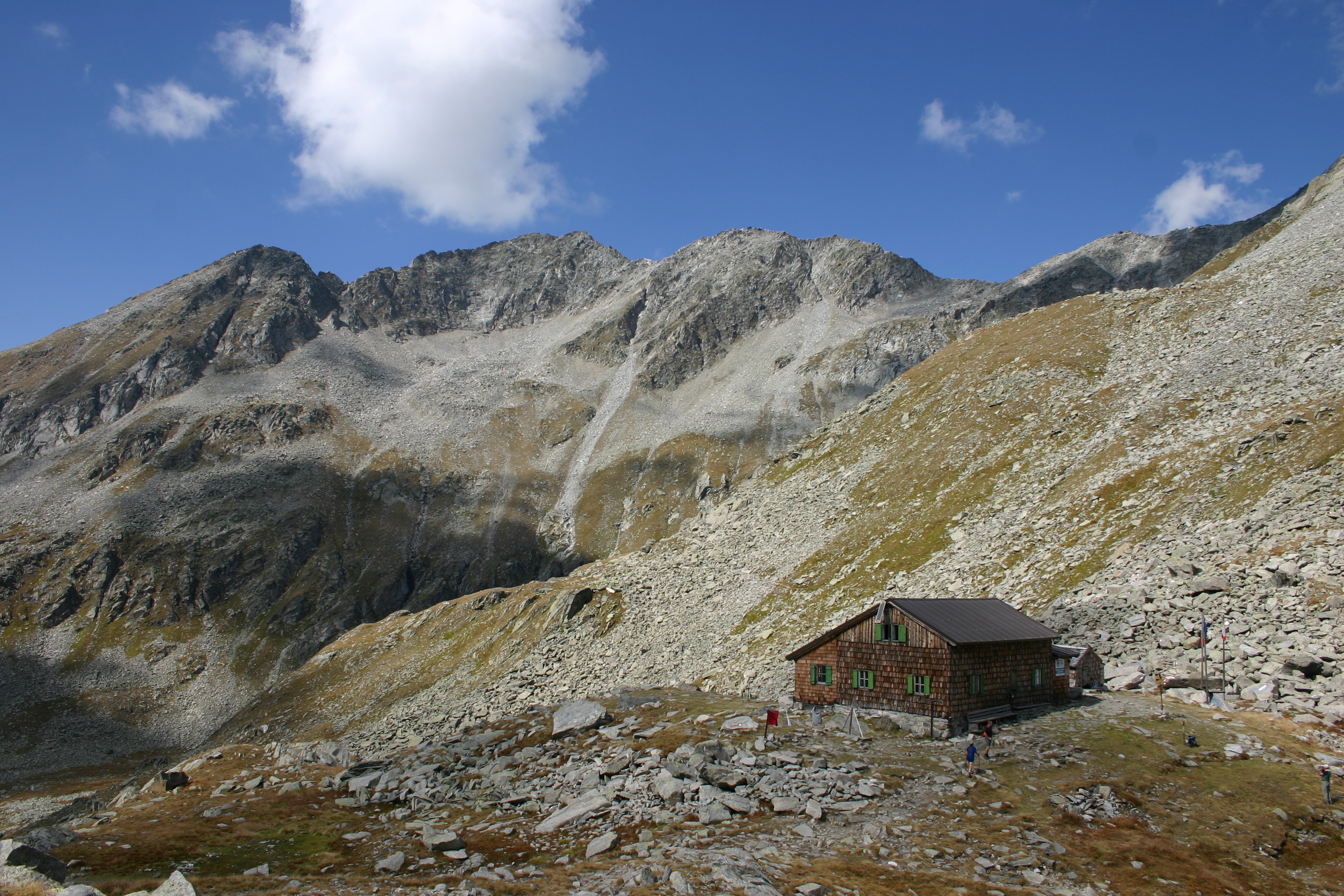
Il vecchio rifugio Passo Ponte di ghiaccio (2006)

Nel 1895 vi fu l'idea da parte della società alpinistica berlinese di costruire un rifugio sul passo Ponte di ghiaccio (Eisbruggjoch), per aiutare gli alpinisti nell'escursione al Gran Pilastro. Tutto ciò rimase solo a livello di progetto.
Nel 1908 la sezione viennese Edelraute dell'Alpenverein austriaca costruì l’Edelrautehütte, inaugurato il 17 agosto dello stesso anno alla  presenza del consigliere imperiale il dottor Daimer.
Con l'avvento del fascismo, il nome fu tramutato in "rifugio Passo Ponte di Ghiaccio", fu gestito dall'esercito italiano per un periodo, e successivamente passò alla sezione del CAI di Bressanone. Oggi ne gestisce l'utilizzo la sezione AVS Campo Tures.
A seguito della seconda guerra mondiale, dove il rifugio versava in una situazione disastrosa, la sezione di Bressanone decise di restaurarlo. Dal 1964, in seguito al periodo di terrorismo in Alto Adige, il rifugio passò nuovamente a gestione militare, fino al 1973, quando fu riaperto.
Per far fronte agli alpinisti che accedevano al rifugio d'inverno fu costruito il "bivacco Miglioranza", un locale sempre aperto, anche durante l'inverno.
Negli anni '80 la sezione CAI di Bressanone decise di ammodernare il rifugio, con la costruzione di nuovi locali, e annessa centrale elettrica.
Il 20 giugno 2016 è stato ultimato il nuovo rifugio che è stato inaugurato l'8 settembre.

## Accessi
- Dal lago di Neves, in 2 ore (sentiero 26).
- Da Fundres, in 3 ore (sentiero 13).

## Traversate principali
- Rifugio Gran Pilastro in 3 ore.
- Rifugio Porro alla Forcella di Neves in 3 ore.
- Rifugio Bressanone in Valle di Valles in 7 ore.

## Ascensioni
- Cima del Gran Pilastro in 2 ore e mezza.
- Cima Cadini in 1 ora.
- Monte Guardia Alta Occidentale in 3 ore.
- Dosso Largo in 4 ore.